# Loznac
Loznac (kyrillisch:Лознац) ist ein Dorf in Ostserbien. Der Name des Dorfes leitet sich vom serbischen Wort Loza (im deutschen Weinrebe genannt) ab.

## Geographie und Bevölkerung
Das Dorf liegt in der Opština Aleksinac im Nišavski okrug im Osten des Landes auf 276 Meter über dem Meeresspiegel. Loznac hatte bei der Volkszählung von 2011 138 Einwohner, während es 2002 noch 176 waren. Nach den letzten drei Bevölkerungsstatistiken fällt die Einwohnerzahl weiter. 
Die Bevölkerung von Loznac stellen zu 100 % Serbisch-orthodoxe Serben. Der Ort besteht aus 61 Haushalten. Loznac liegt südwestlich der Gemeindehauptstadt Aleksinac. 
Der Ort ist von Wäldern und Bergen umgeben und liegt nicht weit der Nachbardörfer Radevce, Krušje und Kamenica entfernt.

### Demographie
| Jahr | Einwohnerzahl |
| ---- | ------------- |
| 1948 | 363           |
| 1953 | 366           |
| 1961 | 367           |
| 1971 | 292           |
| 1981 | 235           |
| 1991 | 209           |
| 2002 | 176           |
| 2011 | 138           |

## Religion
In Loznac steht die Serbisch-orthodoxe Kirche Hl. Zar Konstantin und Zarin Jelena. Die Kirche gehört zur Eparchie Niš, der Serbisch-orthodoxen Kirche.

## Belege
- 1.^ Књига 9, Становништво, упоредни преглед броја становника 1948, 1953, 1961, 1971, 1981, 1991, 2002, подаци по насељима, Републички завод за статистику, Београд, мај 2004, ISBN 86-84433-14-9
- 2.^ Књига 1, Становништво, национална или етничка припадност, подаци по насељима, Републички завод за статистику, Београд, фебруар 2003, ISBN 86-84433-00-9
- 3.^ Књига 2, Становништво, пол и старост, подаци по насељима, Републички завод за статистику, Београд, фебруар 2003, ISBN 86-84433-01-7